# Roza Chutors alpina center

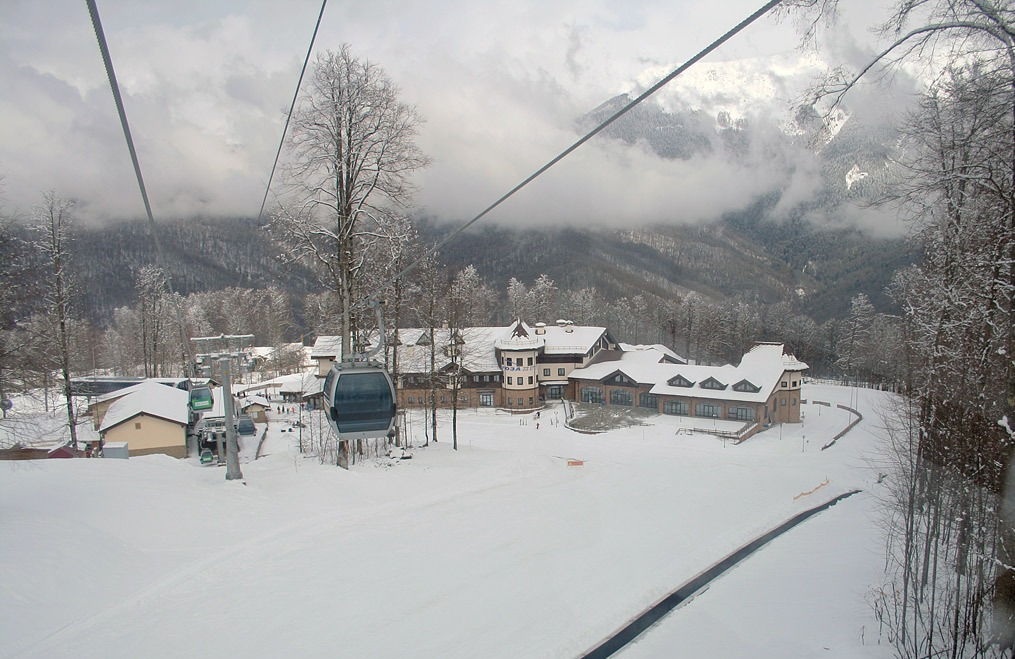
Skidanläggningen vid Roza Chutor, 2011.

Roza Chutors alpina center (ryska: Роза Хутор) är en skidanläggning i Aibga-bergen i närheten av skidorten Krasnaja Poljana, sydvästra Ryssland. Anläggningen ligger knappt 60 km nordost om OS-byn i Sotji och invigdes 2012. Alpina tävlingar höllsas här under OS 2014 och Paralympics 2014.
OS-tävlingarna i snowboard och freestyle genomfördes på en annan del av anläggningen, benämnd Roza Chutors extrempark.
Anläggningen har en total åskådarkapacitet på 7 500 personer.